# Řád za zásluhy o těžbu
Řád za zásluhy o těžbu (francouzsky Ordre du mérite des mines) je státní vyznamenání Pobřeží slonoviny založené roku 1989.

## Historie a pravidla udílení
Řád byl založen dne 25. října 1989 zákone N° 89-1127. Udílen je za zásluhy v oblasti těžby. Udělen může být za výjimečné služby nebo za deset let věnovaných práci ve správě dolů.

## Třídy
Řád je udílen ve třech třídách:

komtur
důstojník
rytíř

- komtur
- důstojník
- rytíř

## Insignie
Stuha je hnědá s oranžovým pruhem uprostřed, jímž prochází proužek zelené barvy.